# Marija Šestić

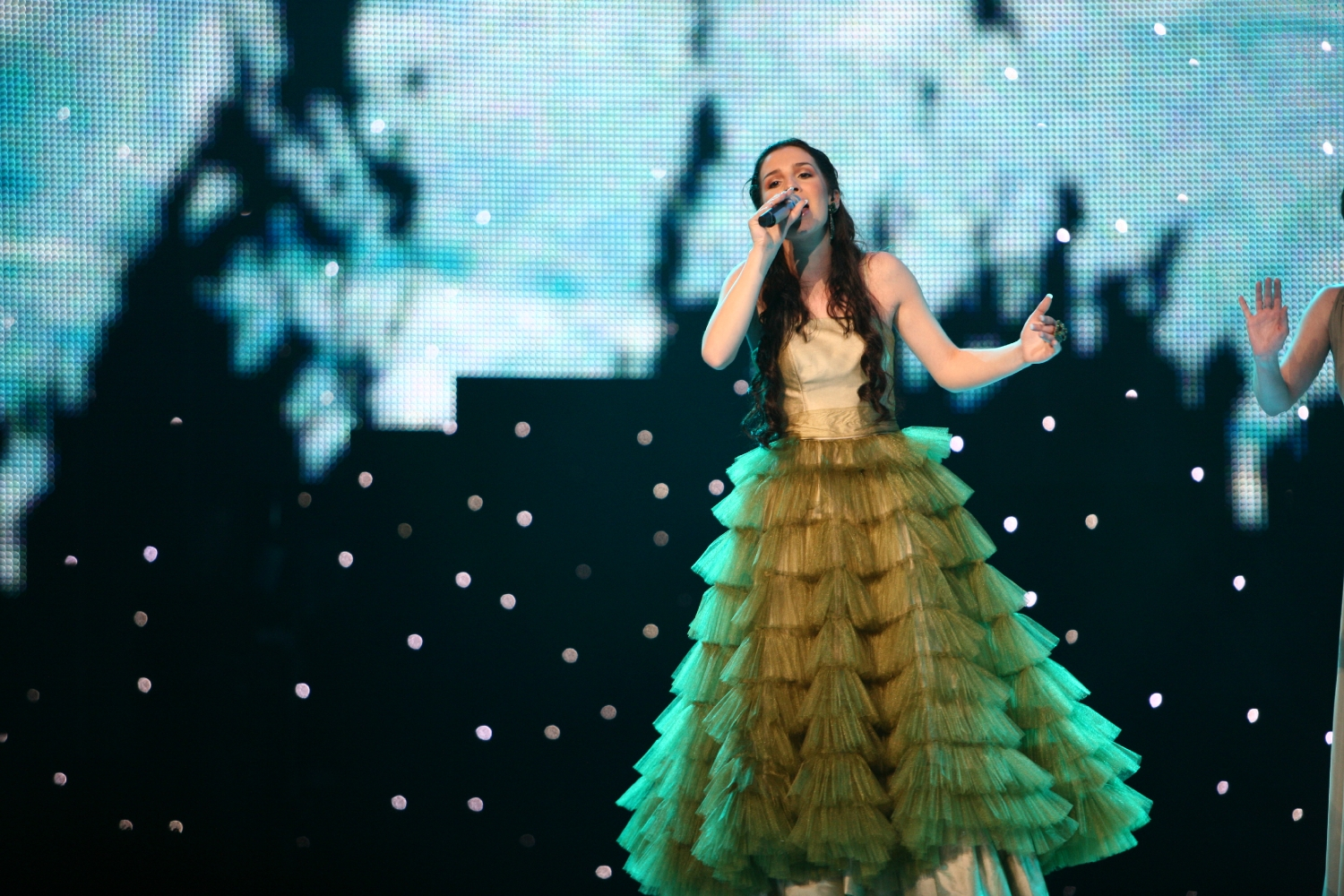
Marija Šestić im Finale des Eurovision Song Contest 2007

Marija Šestić (* 5. Mai 1987 in Banja Luka), auch als Marija bekannt, ist eine Sängerin aus Bosnien und Herzegowina. Sie vertrat ihr Land beim Eurovision Song Contest 2007 (ESC) in Helsinki und belegte mit 106 Punkten den 11. Platz.

## Biografie
Marija Šestić wurde 1987 in Banja Luka, im damaligen Jugoslawien, geboren und entstammt einer Künstlerfamilie. Ihr Vater, Dušan Šestić, zeigte sich unter anderem als Komponist für die neue Nationalhymne Bosnien-Herzegowinas, die „Intermeco“, verantwortlich. Die Eltern entdeckten früh ihre musikalische Begabung und im Alter von sechs Jahren absolvierte sie erste öffentliche Auftritte. Šestić nahm an diversen nationalen und internationalen Nachwuchswettbewerben teil und wurde mit mehreren Preisen für Klavierspiel und Gesang ausgezeichnet. 1996 konnte sie das St. Georges Festival in ihrer Heimatstadt für sich entscheiden und gewann dreimal in Folge den Wettbewerb für junge Talente in Zenica. Im Alter von 13 Jahren begann sie ein Klavierstudium an der Musikhochschule in Banja Luka, das sie als jüngste Studentin in der Geschichte der Einrichtung abschloss. Derzeit ist sie dort als Klavierprofessorin tätig.
International auf sich aufmerksam machte Marija Šestić im Jahr 2000, als sie gemeinsam mit Irina Kapetanović und Sanja Volić zu den ersten Sängerinnen aus dem ehemaligen Jugoslawien gehörte, die bei MTV Europe in Berlin auftraten. Der dort live vorgetragene Song Zgrabi Svoju Sreću (deutsch: „Greife nach deinem Glück“) war von der OSZE für die Landeswahlen in Bosnien-Herzegowina in Auftrag gegeben worden, mit dem auch die Produktion und Veröffentlichung eines Musikvideos einherging. Im gleichen Jahre brachte Šestić ihr erstes Album heraus, dem drei Jahre später der Gewinn des Nachwuchspreises auf dem internationalen Popmusik-Festival in Banja Luka folgte. 2004 nahm sie erfolgreich an dem Festival Golden Star im rumänischen Bukarest teil und gewann ein Diplom der International Federation of Festival Organizations (FIDOF).
2005 nahm Šestić an dem bosnischen Vorentscheid zum 50. Eurovision Song Contest in Kiew teil, wo sie den vierten Platz belegte. Zwei Jahre später wurde sie vom nationalen Fernsehsender BHRT intern bestimmt, Bosnien und Herzegowina beim Eurovision Song Contest 2007 im finnischen Helsinki zu vertreten. Der Song "Rijeka bez imena" (deutsch: „Fluss ohne Name“) wurde von der Belgraderin Aleksandra Milutinovic komponiert, der Text stammt aus der Feder des Serben Goran Kovacic aus Banja Luka. Nachdem sich Šestić auf eine Promotiontour nach Serbien (im Zwischenteil des serbischen Vorentscheides Beovizija), Slowenien, Kroatien, Belgien und die Niederlande begeben hatte, eröffnete sie am 12. Mai das Finale der Top 24 mit der folkloristischen Pop-Ballade "Rijeka bez imena", mit der sie den 11. Platz erreichte. Der Song wurde auch in russischer Sprache ("Bezimyanaya reka") und in englischer Sprache ("Never wake me up") aufgenommen. In ihren Konzerten präsentiert sie auch immer wieder das traditionelle Volkslied Moj dilbere (Mein Geliebter), welches der bosnischen Tradition Sevdalinka entstammt.

## Auszeichnungen
- 1995: 3. Platz beim St. Georges Festival in Banja Luka
- 1996: 1. Platz beim St. Georges Festival in Banja Luka
- 1998: Spezialpreis bei Naša Radost in Podgorica
- 1999: 1. Platz bei Zlatno Zvonce in Novi Sad
- 2000–2002: 1. Platz beim Internationalen Festival für junge Talente in Zenica
- 2003: Nachwuchspreis beim Internationalen Popmusik-Festival in Banja Luka
- 2004: Golden Star in Bukarest